# Kazumasa Takagi
Kazumasa Takagi (高木 和正 Takagi Kazumasa?), född 17 december 1984 i Kagawa prefektur, är en japansk fotbollsspelare.
Takagi började sin karriär 2003 i Sanfrecce Hiroshima. Efter Sanfrecce Hiroshima spelade han för Montedio Yamagata, FC Gifu, Tochigi SC och Kamatamare Sanuki.